# Nossa Senhora da Graça dos Degolados
Nossa Senhora da Graça dos Degolados es una freguesia portuguesa del concelho de Campomayor, con 35,72 km² de superficie y 536 habitantes (2001). Su densidad de población es de 15,0 hab/km².